# Merrington (Shropshire)
Pour les articles homonymes, voir Merrington.
Merrington est un village du Shropshire, en Angleterre.